# Iúlia Arustamova
Iúlia Arustamova (en rus Юлия Арустамова) (Moscou, 23 de novembre de 1982 - Ídem, 5 de juliol de 2007) va ser una ciclista russa especialista en el ciclisme en pista.

## Palmarès
- 2003
  -  Campiona d'Europa sub-23 en Scratch

### Resultats a laCopa del Món
- 2003
  - 1a a Aguascalientes, en Velocitat per equips
  - 1a a Ciutat del Cap, en Scratch
- 2004-2005
  - 1a a Los Angeles, en Scratch
- 2005-2006
  - 1a a Sydney, en Scratch